# Горксгаймерталь
Горксгаймерталь (нім. Gorxheimertal) — громада в Німеччині, знаходиться в землі Гессен. Підпорядковується адміністративному округу Дармштадт. Входить до складу району Бергштрасе.
Площа — 10,46 км2. Населення становить 4064 ос. (станом на 31 грудня 2020).